# ناحیه غربی (گامبیا)
ناحیه غربی (به لاتین: West Coast Division) یک منطقهٔ مسکونی در گامبیا است که در گامبیا واقع شده‌است. ناحیه غربی ۱٬۷۶۴ کیلومتر مربع مساحت و ۶۹۹٬۷۰۴ نفر جمعیت دارد.